# Список персонажів «Ловець карт Сакура»

Персонажі манґи

Персонажі аніме

Персонажів «Cardcaptor Sakura» вигадала автор манґи Нанасе Окава. Дизайнером персонажів була художниця цієї манґи Мокона Апапа. У багатьох розділах наведено повні характеристики для трьох десятків персонажів, присутніх в манзі: рід занять, вподобання, бажання. Така інформація як улюблені квіти і тип крові дозволяє судити про взаємозв'язки між героями, а також про їхній характер.
Дизайнером персонажів в аніме виступила Куміко Такахасі. Багато персонажів, присутніх в аніме, відсутні в оригінальній манзі: Лі Мейлін, Ван Вей та ін.
Імена персонажів несуть певний сенс: усі члени родини Кіномото названі на честь квітів: Сакура на честь квітів вишні, Тоя на честь квітів персику, Фудзітака — ґліцинії, Надесіко — гвоздики. В іменах персонажів, в яких є сила Місяця, є елементи, які саме і означають поняття ‘Місяць’ різними мовами: Кахо Мідзукі, Юкіто Цукісіро, Накуру Акідзукі (наявний кандзі 月), Юе (китайською), Рубі Мун (англійською). Такі імена як Рубі Мун та Спінель Сан вказують на наявність у арсеналі цих персонажів кристалів рубіну і спінеля, які стріляють лазерами. Ім'я Кербероса має міфологічне походження.

## Головні персонажі
Сакура Кіномото (яп. 木之本 桜) — учениця школи Томоеда, добре навчається, не любить точних дисциплін, любить фізкультуру, оскільки Сакура дуже спортивна дівчинка і є капітаном команди підтримки. Вона також товариська, гарно ладнає з однокласниками, відповідально виконує свої обов'язки. Сакура дуже довірлива і не завжди кмітлива, через вплив свого старшого брата Тої дуже боїться привидів. Сакура має магічну силу — бачити майбутнє у сновидіннях. Її життя кардинально міняється після того як вона знайшла магічну книги і знайомства зі хоронителем книги Керберосом, що іменує Сакуру «Ловцем Карт» і зобов'язує її спіймати і запечатати усі Карти Клоу. Саме через карти Сакура знайомиться із Шяораном Лі і Мейлін Лі, що стають її суперниками за право володіти Картами, але й одночасно допомагають Сакурі запечатувати Карти. Сакурі дуже подобається Юкіто, друг Тої. Попри на нелюбов до математики, Сакурі подобається викладач цього предмету Кахо Мідзукі, що згодом допоможе Сакурі стати Володаркою Карт в Останньому Випробовуванні. Після того Сакура змушена трансформувати Карти Клоу у Карти Сакури. У цьому їй допоміг її новий однокласник Еріол. Сакура зрозуміла, що до Юкіто вона відноситься як до родича, а по-справжньому вона кохає Шяорана Лі.
Сейю: Сакура Танґе (яп. 丹下 桜)
Томойо Дайдодзі (яп. 大道寺 知世) — учениця школи Томоеда, добре навчається, співає в шкільному хорі, добре малює і шиє костюми. Її хобі — шити для Сакури бойові костюми і знімати пригоди Сакури на відеокамеру. Томойо знає про магію Сакури, назвала Кербероса — Керо. Томойо — дуже добра і спокійна, але іноді імпульсивна, досить кмітлива. Вважає, що щастя — це знання того, що найдорожчій людині, добре. Найдорожчою людиною для Томойо є Сакура. 
Сейю: Дзюнко Івао (яп. 岩男 潤子)
Керо (яп. ケロ-ちゃん) — магічний звір, що охороняє магічну книгу Клоу. Керберос, заснувши на 30 років на своєму посту, втратив свої сили. А прокинувся лише після того як усі Карти розлетілися. Керо призначив Сакуру Кіномото Ловцем Карт і зобов'язав повернути всі карти, що розлетілись. Керо виглядає як маленьке жовте плюшеве ведмежа з крильцями, він дуже веселий і енергійний, любить поїсти, поспати і пограти у відеоігри. Керо в гарних відносинах із Сакурою і Томойо, конфліктує із Лі Сяоланом і Лі Мейлін, побоюється Тої, підозрює Кахо Мідзукі. Керо завжди допомагає Сакурі ловити Карти своїми порадами. Після того як Сакура спіймала Карти Вогню і Землі до Керо повертаються його колишні сили. Його символ — Сонце. Після Останнього Випробовування допомагає Сакурі трансформувати карти. Знав про те, що Юе міг загинути через недолік сил, але не сказав про це Сакурі, щоб та не хвилювалася, оскільки завжди відносився до Сакури як до друга. 
Сейю: Ая Хісакава (яп. 久川 綾)
Лі Сяолан (кит.: 李 小狼) — представник роду Лі і Тао, родич Клоу Ріда по материнській лінії. Навчається за програмою обміну учнями у школі Томоеда. Володіє декількома видами китайської боротьби, має магічну силу стихій. Його атрибути — меч і компас. У Томоеда приїхав з Гонконґу з метою заволодіти Картами, конфліктує з Сакурою Кіномото, її братом і Керо; червоніє побачивши Юкіто; побоюється Кахо Мідзукі. Сяолан відрізняється дуже твердим і владним характером, хоча досить довірливий, буває неуважним, особливо разом із сестрою Лі Мейлін. В Останньому Випробовуванні він програє судді Юе, тим самим позбавляється звання Володаря Карт, після чого змінює своє відношення до Сакури і закохується в неї. Лі допомагає Сакурі в трансформації Карт. Сяолан побоюється Еріола Хіраґізаву. Пізніше він зізнається Сакурі в своїх почуттях. 
Сейю: Мотоко Кумай (яп. くまい もとこ)

## Основні персонажі
Тоя Кіномото (яп. 木之本 桃矢) — брат Сакури; учень старшої школи Сейдзьо, його найкращий друг — однокласник Юкіто Цукісіро. Тоя успадкував магічну силу — бачити усі прояви магії і духів. Тоя любить дражнити сестру, називаючи її «маленьким чудовиськом» і лякаючи її привидами. Володіючи магічною силою Тоя може бачити дух матері, коли вона відвідує їхній будинок, знає про магію Сакури, недолюблює Лі Сяолана, підозрює Керо і Еріола, його дістає надмірна увагу Накуру Акідзукі. Тоя знає що Юкіто — не людина і що він поступово втрачає свої життєві сили. Щоб врятувати Юкіто, Тоя віддає йому усю свою магічну силу. 
Сейю: Томокадзу Секі (яп. 関 智一)
Юкіто Цукісіро (яп. 月城 雪兎) — учень старшої школи Сейдзьо, однокласник і найкращий друг Тої Кіномото. Спокійний, розумний і дружелюбний, завжди готовий допомогти іншим. Полюбляє багато їсти. Він дуже подобається Сакурі і Сяолану, але Юкіто переконує їх, що це не любов, а відношення як до родича. Юкіто живе з дідусем і бабусею і вважає себе звичайним підлітком, але навіть не підозрює що він — усього лише земна форма магічного творіння чарівника Клоу Ріда — судді Юе. Юе не мав можливості харчуватися енергією і Юкіто відновлював сили, поглинаючи велику кількість їжі і часто засинаючи. Юе і Юкіто від недоліку сил могли б загинути, якби Тоя не пожертвував своєю силою, віддавши її Юе. За це Юкіто дуже вдячний Тої і вважає його найдорожчою людиною.
Сейю: Меґумі Оґата (яп. 緒方 恵美)
Лі Мейлін (кит.: 李 苺鈴) — представниця роду Лі. Якийсь час училася за програмою обміну учнями у школі Томоеда. Володіє декількома видами китайської боротьби, але не володіє магією. Вона дуже енергійна і весела, любить посперечатися. У Томоеда приїхала з Гонконґу, щоб допомогти Сяолану ловити Карти. Мейлін дуже любить Сяолана і постійно приділяє йому багато уваги. Вона конфліктує з Керо і Сакурою. Пізніше Сакура стає її подругою і залишається нею навіть після того як Мейлін довідається, що Сяолан кохає Сакуру. Томойо і Мейлін вирішують підштовхнути Сакуру зізнатися в коханні Сяолану.
Сейю: Юкана Ноґамі (яп. 野上 ゆかな)
Кахо Мідзукі (яп. 観月 歌帆) — жриця в храмі Цукіміне, дочка первосвященика храму, учителька математики в школі Томоеда. Вона спокійна і добра, знає усе про всіх. Вміє ворожити по воді і має силу пророкування. Її першим коханням став Тоя Кіномото, у класі якого вона викладала математику. Пізніше вона розійшлася з ним і виїхала навчатися до Англії. Потім вона повернулася в Томоеда викладати в школі. Сакурі вона дуже подобається, Лі її побоюється, Керо відчув її силу. Мідзукі допомогла Сакурі запечатати багато Карт. Кахо також допомогла Сакурі в Останньому Випробовуванні. Кахо виїхала в Англію, де зустрілася з Еріолом і довідалася про те, що він реінкарнація Клоу Ріда. 
Сейю: Емі Сінохара (яп. 篠原 恵美)
Еріол Хіраґізава (яп. 柊沢 エリオル) — учень школи Томоеда. Навчається за програмою обміну учнями, однокласник Сакури. Приїхав з Англії. Відрізняється спокійним і помірним характером, розумний і серйозний. З перших днів подружився із Сакурою чим викликав ненависть у Лі Сяолана. Еріол — реінкарнація Клоу Ріда, має магічні сили. За заповітом Клоу Ріда, Еріол переїхав у Томоеда, щоб випробувати сили Сакури і за її допомогою перетворити всі Карти Клоу в її власні, інакше б карти позбавилися своїх магічних сил. Еріол вигадує всілякі проблемні ситуації, з яких Сакура повинна знайти вихід. Наприкінці серіалу Еріол занурює місто в морок і усіх присипляє, Сакурі вдається зруйнувати його закляття. Після цього він усе розповідає Сакурі. Пізніше Еріол допомагає їй впоратися з картою Порожнечі. 
Сейю: Нодзому Сасакі (яп. 佐々木 望)
Накуру Акідзукі (яп. 秋月 奈久留) — учениця старшої школи Сейдзьо, однокласниця Тої і Юкіто. Вона живе в одному будинку разом з Еріолом і Спінелем і в основному займається домашнім господарством, Спінелю вона дала кличку Суппі. На відміну від Юкіто, Накуру знає, що вона усього лише земна форма магічного творіння Еріола — Рубі Мун. Накуру відрізняється дуже енергійним характером, постійно дошкуляє Тої і постійно заважає розповісти Юкіто правду про нього, оскільки боїться, що Юкіто отримає безцінну силу Тої. Накуру також бере участь у задумах Еріола. 
Сейю: Рьока Юдзукі (яп. 柚木 涼香)
Суппі (яп. スッピ) — магічний звір, що охороняє магічну книгу Дзю-дзюккан-кей. Живе разом з Еріолом і Накуру. Суппі виглядає як маленьке темно-синє плюшеве кошеня з крильцями і спіральним хвостиком. Він усього лише земна форма творіння Еріола — Спінеля Сонце. Відрізняється дуже спокійним і флегматичним характером, але буває часто незадоволеним, йому не подобається ім'я, що дала йому Накуру. Суппі вважає Керо дурним. Якщо Суппі з'їсть хоч трохи солодкого, то це викликає в нього божевілля, що призвело одного разу до погрому в школі Томоеда. 
Сейю: Юмі Тома (яп. 冬馬 由美)
Клоу Рід (яп. クロウ・リド, англ. Clow Reed) — великий маг, який створив новий вид магії, якою можуть користуватися усі, хто має магічну силу. Він створив чарівні Карт стихій і явищ, творець стражів Кербероса і Юе. На Кербероса поклав місію охороняти книгу Клоу і вибрати кандидата на їх володіння, Юе повинен присудити Карти новому володарю. Після смерті Клоу, його душа і магічна сила переселилася в Еріола Хіраґідзаву. 
Сейю: Кадзуо Хаясі (яп. 胤雄 隼)
Керберос (яп. ケルベロス, грец. Κέρβερος, лат. Cerberus) — лев із золотими очима, що володіє магічною силою і черпає свої сили з Карт чотирьох основних елементів. Створений Клоу Рідом. Після смерті Клоу стеріг книгу Клоу, але від недоліку сил Керберос заснув і проспав 30 років. Після того як Карти розлетілися, Керберос перетворився в маленьке плюшеве ведмежа. Після того як Сакура зібрала всі Карти, Керберосу повернулися його колишні сили і він обрав Сакуру новим володарем Карт. Після Останнього Випробовування Керберос залишився з Сакурою, використовуючи свою справжню і земну форми. Він першим відчув присутність Клоу Ріда, після приїзду Еріола. Керберос допомагав Сакурі в складних ситуаціях і брав участь в іспитах Еріола, боровся зі Спінелем і ввійшов у зоряний жезл. Буває запальним і незадоволеним, любить попоїсти, як і його земна форма. Його зброя — потік полум'я. Його символ — Сонце. 
Сейю: Масая Оносака (яп. 小野坂 昌也)
Юе (кит.: 月) — архангел, що володіє силою Місяця. Створений Клоу Рідом. Відрізняється дуже холоднокровним і твердим характером. Після смерті Клоу повинен був присудити Карти новому володарю. Він, як і Керберос був запечатаний у книзі Клоу, але коли в Томоеда з'явився той, хто має силу схожу із силою Клоу, він пробудився і втілився у вигляді підлітка Юкіто Цукішіро, що став другом Тої і як його друг спостерігав за Сакурою. Після того як Сакура зібрала всі карти, Юе виявив себе. Він боровся з претендентом на звання Володаря Карт Лі Сяоланом і переміг його, але Сакура Кіномото перемогла Юе. Він залишився з Сакурою, використовуючи обидві свої форми. Він першим побачив у Еріолі магію Клоу. Юе різко стало не вистачати магії своєї нової володарки, став слабшати і міг зникнути, якби не допомога Тої Кіномото, що віддав йому усі свої магічні сили. Юе брав участь в випробовуваннях Еріола, боровся проти Рубі Мун, ввійшов у зоряний жезл. Юе завжди тепло озивається про свого творця — Клоу, що залишив цей світ, але Юе готовий чекати на нього вічно. Його зброя — кристали аквамарину. Його символ — Місяць. 
Сейю: Меґумі Оґата (яп. 緒方 恵美)
Рубін Місяць (Рубі Мун) (яп. ルビー・ムーン, англ. Ruby Moon) — творіння Еріола. Виглядає як жінка з бордовим волоссям і чорними крилами метелика. На відміну від своєї земної форми вона дуже спокійна, любить міркувати. Рубін Місяць була створена як аналог Юе. В останньому випробовуванні Еріола вона борола проти Юе. Її зброя — кристали рубіну. Її символ — Місяць. 
Сейю: Рьока Юдзукі (яп. 柚木 涼香)
Спінель Сонце (Спінель Сан) (яп. スピネル・サン, англ. Spinel Sun) — страж, творіння Еріола. Являє собою великого чорного Лева з чорними крилами метелика. Як і його земна форма — Суппі, він дуже спокійний і помірний, розуміє чого хоче домогтися Еріол. Спінель Сонце був створений як аналог Кербероса. В останньому випробовуванні Еріола він боровся проти Кербероса. Його зброя — лазерний промінь кристалу спінеля. Його символ — Сонце.
Сейю: Кацуюкі Конісі (яп. 小西 克幸)
Фудзітака Кіномото (яп. 木之本 藤隆) — голова родини Кіномото, чоловік Надесіко, батько Тої і Сакури. Професор археології в університеті. У його приватній бібліотеці зберігалася книга Клоу. Чуйний, спокійний і добрий; вважає, що головне — це твої знання, які не можна просто так загубити чи втратити. Чудово готує. Його не любили Сономі і Масакі, які вважали, що Фудзітака вкрав їх Надезіко. Пізніше йому вдається налагодити стосунки з Масакі і Сономі. 
Сейю: Хідеюкі Танака (яп. 田中 秀幸)
Надесіко Кіномото (яп. 木之本 撫子) — дружина Фудзітаки Кіномото, мати Тої і Сакури, онука Масакі Амамія. Надесіко — єдина дочка в родині великого підприємця. Весела і енергійна, хоч і неспортивна, дарувала навколишнім посмішку, була улюбленицею серед рідних, і тому усі дуже засмутились, коли та вийшла заміж за звичайного вчителя Фудзітаку Кіномото у віці 16 років, працюючи при цьому фотомоделлю. Надесіко вела пам'ятний календар, у якому відзначала всі дні народження і пам'ятні дати; вона любила грати разом із сином Тоєю на клавесині. У 28 років Надесіко померла. Перед смертю вона взяла обіцянку з Фудзітаки, що той ніколи не буде плакати за нею. Сакура майже не пам'ятає мами, але завжди вітається з її фотографією, яка стоїть на їхньому столі в їдальні. Але навіть після смерті, Надесіко піклується про Сакуру, особливо коли та хворіє. Тоя, володіючи силою бачити духів, може інколи бачити маму і спілкуватися з нею.
Сейю: Юко Мінаґуті (яп. 皆口 裕子)
Сономі Дайдодзі (яп. 大道寺 園美) — мати Томойо. Президент компанії, що займається виробництвом сувенірів і дитячих іграшок. Запальна і сентиментальна. Дуже любила свою двоюрідну сестру Надесіко і тому дуже засмутилася, коли та вийшла заміж. Після цього Сономі зненавиділа Фудзітаку Кіномото, оскільки вважала, що той украв її сестру. Сономі навіть змусила свою дочку Томойо відростити довге волосся, щоб вона нагадувала її сестру. Сономі полюбила Сакуру, тому що у Сакурі Сономі бачила відображення Надесіко. Довідавшись, що Надесіко увесь час була щаслива у своїй родині, Сономі примирилася з Фудзітакою.
 Сейю: Мікі Іто (яп. 伊藤 美紀)
Масакі Амамія (яп. 天宮 真嬉) — голова роду Амамія, дід Надесіко і Сономі, прадід Сакури, Томойо і Тої. Президент великої компанії. Добрий, спокійний, але сентиментальний. У свій час Масакі любив проводити свій час разом зі своєю улюбленою онукою Надесіко, що любила малювати, особливо веселку, який часто любувався Масакі, і робити подарунки своїми руками і надсилати їх діду. Він дуже любив Надесіко і тому дуже засмутився, коли та вийшла заміж і ще більше засмутився, коли Надешіко ще зовсім молодою залишила цей світ. У нього знову з'явився радісний настрій лише коли він познайомився зі своєю правнучкою Сакурою, у якій він бачив відображення своєї улюбленої онуки Надешіко, матері Сакури. Масакі не любив Фудзітаку Кіномото, оскільки вважав, що той украв у нього улюблену внучку. Та лише потім, довідавшись наскільки була щаслива Надесіко у своїй родині, він примирився з Фудзітакою. 
Сейю: Осаму Сака (яп. 阪 脩)
Тіхару Міхара (яп. 三原 千春) — учениця школи Томоеда, однокласниця Сакури і Томойо. Дуже весела і життєрадісна дівчинка. Добре навчається, член клуба підтримки. Дружить з дитинства з Такасі Ямадзакі, який їй дуже подобається, любить ходити разом з ним на фестивалі, але їй дуже не подобається коли Такасі починає розповідати свої небилиці і змушує його замовкнути, хоча це їй не вдається після приїзду Еріола. 
Сейю: Міва Мацумото (яп. 松本 美和)
Ріка Сасакі (яп. 佐々木 利佳) — учениця школи Томоеда, однокласниця Сакури. Спокійна, добра і чуйна дівчинка. Ріка любить готувати, шити і в'язати. Ріці дуже подобається її класний керівник Йосіюкі Терада, тому вона любить пригощати його своїми кулінарними виробами. 
Сейю: Томоко Кавакамі (яп. 川上 とも子)
Наоко Янаґісава (яп. 柳沢 奈緒子) — учениця школи Томоеда, однокласниця Сакури. Дуже весела дівчинка. Добре навчається, член шкільного клуба підтримки, але сама не спортивна. Любить багато читати, її улюблені літературні жанри: містика і фентезі, навіть написала свою власну фантастичну розповідь, яка раптом безслідно зникла. Вірить в усе фантастичне і надприродне, любить слухати і сама розповідати страшні історії, які дуже не подобаються Сакурі. 
Сейю: Емі Мотой (яп. 本井 えみ)
Такасі Ямадзакі (яп. 山崎 貴史) — учень школи Томоеда, староста классу Сакури і Лі. Дуже розумний і начитаний хлопчик, займається спортом. З дитинства дружить з Тіхару Міхара. Дружить також з Лі та Еріолом. Любить розповідати історії, в основі яких реальні факти, але з придуманими ним самим нісенітницями. Йому майже завжди вірять Сакура і Сяолан, але Тіхару завжди переконує їх у його неправдивості. Такасі подобається Тіхару, хоча він цього і не показує. 
Сейю: Іссей Міядзакі (яп. 宮崎 一成)
Йосіюкі Терада (яп. 寺田 良幸) — вчитель фізкультури у школі Томоеда, класний керівник класу Сакури. Проводить екскурсії по музеях і поїздки за місто. Характером не виділяється. Терада дуже подобається своїй учениці Ріці Сасакі, що любить пригощати його своїми кулінарними виробами. 
Сейю: Тору Фурусава (яп. 古澤 徹), Кацуюкі Конісі (яп. 小西 克幸)

## Другорядні персонажі
Макі Мацумото (яп. 松本 真樹) — власниця крамниці з продажу м'яких іграшок і сувенірів Twin Bells. Переїхала в Томоеда після смерті чоловіка. Дуже хотіла відкрити свій магазин, але їй перешкоджав ряд нещасних випадків, причиною яких були дії Карти The Jump. Сакура допомогла Макі влаштувати магазин і спіймала Карту, яка дошкуляла Макі. 
Сейю: Котоно Міцуіші (яп. 三石 琴乃).
Ван Вей (кит.: 偉 望) — слуга в будинку родини Лі, наставник Сяолана. Багато років служив роду Лі, разом із Сяоланом приїхав у Томоеда. Допомагав порадами в проблемах, що виникали з Картами (також є підозра, що і в нього є магічні здібності: у 20 серії першого сезону Сяоран питає в Мейлін: «Компаса Вей зачарував?»). Вей — м'якосердий, тепло відноситься до Сяолана і Мейлін. 
Сейю: Мотому Кійокава (яп. 清川 元夢)
Юкіе Кімура (яп. 木村 ゆき絵) — викладач у молодших класах школи Томоеда, тренер команди підтримки. Завжди бере участь у позакласних заходах, поїздках і екскурсіях. 
Сейю: Томо Саекі (яп. サエキトモ)
Макіко Мідорі (яп. 碧 麻紀子) — вчителька літератури в школі Томоеда. Часто читає на уроках уривки з літературних творів, від чого Сакура починає засинати. 
Сейю: Кей Хаямі (яп. 速見 圭)
Сьоко Цудзітані (яп. 辻谷 彰子) — вчителька музики в школі Томоеда. Дуже гарний педагог, завжди турбується про своїх учнів, любить акомпанувати на фортепіано грі на флейті і співу Томойо. 
Сейю: Мітіко Нея (яп. 根谷 美智子)
Юкі Татібана (яп. 橘 優希) — учениця молодших класів школи Томоеда. Її батько — художник, написав портрет дочки, що експонувався в музеї. Карта Тиші зобразила на цій картині себе — жінку з віялом. Юкі хотіла відновити картину, за що мала неприємності з охороною. Сакура допомогла їй відновити картину, спіймавши Карту. 
Сейю: Кавата Таеко (яп. 川田 妙子)
Йоко Накаґава (яп. 中川 容子) — учениця старшої школи Сейдзьо, однокласниця Тої і Юкіто. Їй дуже подобається Тоя, але той відхилив її любов. Один раз Йоко грала в спектаклі принца, у той час як Тоя грав Попелюшку. Під час виступу обвалилася сцена, і якби не Тоя, Йоко могла б впасти. Після цього Тоя був не проти зустрічатися з Йоко, але та сама відмовила. 
Сейю: Кьоко Хікамі (яп. 氷上 恭子)
Рей Татібана (яп. 立花 玲) — учениця школи Томоеда, старша за Сакуру на 2 роки. Найкраща в школі спортсмен-спринтер. Рей — весела і добра. Приручила поранене звірятко, яке виявилось картою Ривка. Сакура вважала, що успіхи Рей у спорті від Карти, але Рей змогла виграти змагання і самотужки. 
Сейю: Юка Імаі (яп. 今井 由香)
Акане (яп. あかね) — маленька дівчинка, що живе одна з матір'ю. Її батько помер і Акане мріє навчитися літати, щоб полетіти на небеса до батька. Вона знаходить біля смітника Керо, що посварився напередодні із Сакурою і полетів геть з будинку, приносить його додому і робить своїм домашнім улюбленцем. Керо рятує Акане від дій Ширяючої карти. 
Сейю: Кае Аракі (яп. 荒木 香恵)
Кейко Курокава (яп. 黒川 恵子), Кацуя Абе (яп. 阿部 勝也), Коіті Коно (яп. 河野 光一) — студенти історичного факультету університету Томоеда, працюють асистентами на кафедрі археології, що очолює професор Фудзітака Кіномото. Вони втрьох допомогли Сакурі і Томойо знайти кабінет професора Кіномото і подивитися, як він читає лекцію. За їхнім твердженням Фудзітака чудово читає лекції з археології, вони навіть не знали, якою може бути цікавою археологічна наука. Були приспані на час Картою Сну, коли Сакура принесла їм кави. 
Сейю: Хінако Канамуру (яп. 芳野 向子), Наокі Імамура (яп. 今村 直樹), Такахіро Сакурай (яп. 櫻井 孝宏)
Лі Єлань (кит.: 李 夜蘭) — мати Шяорана Лі. Має могутню силу. Її атрибут — магічне віяло. Вона змусила Шяорана поїхати до Японії збирати Карти Клоу. Під час перебування Сакури в Гонконґу, допомогла їй розібратися з провісницею. 
Сейю: Кікуко Іное (яп. 井上 喜久子)
Лі Хуанлянь (кит.: 李 黄蓮), Лі Сюехуа (кит.: 李 雪花), Лі Фудє (кит.: 李芙蝶), Лі Феймей (кит.: 李 緋梅) — сестри Лі Сяолана, мають магічну силу. Під час перебування Сакури і її друзів у Гонконґу не могли не намилуватися Тоєю і Юкіто, відчуваючи їх могутню силу. 
Сейю: Ріка Вакусава (яп. わくさわ りか), Тіяко Сібахара (яп. 芝原 チヤコ), Сатіко Суґавара (яп. 菅原 祥子), Юріко Ямаґуті (яп. 山口 由里子).
Мадосі (яп. 魔導師) — ворожка, пророкувала майбутнє по колах на воді. Ворогувала з Клоу Рідом, але пізніше полюбила його. Навіть після смерті не могла забути його, тому на багато років уклала усю свою магічну силу в книгу, що активізувалася, після того як Сакура стала ловити Карти. Мадосі затягла Сакуру у світ її магічної книги і зажадала появи Клоу, Сакурі треба було багато часу і сил, щоб переконати її в тому, що Клоу Рід вже давно помер. 
Сейю: Меґумі Хаясібара (яп. 林原 めぐみ).

## Закляття
Деякі персонажі, що володіють магічними силами використовують закляття. Тут наведені деякі з них:
| Персонаж          | В оригіналі (ромадзі) | Переклад українською | Дія                       |
| ----------------- | --- | --- | ------------------------- |
| Сакура Кіномото   | Yami no chikara o himeshi kagi yo! Shin no sugata o ware no mae ni shimese! Keiyaku no moto Sakura ga meijiru! Riri-su!                 | О, ключ, що в темряві таїть свою силу! Вияви свою справжню сутність! Тобі наказую, я, Сакура! Звільнись! | Звільнення ключа          |
| Сакура Кіномото   | Hoshi no chikara o himeshi kagi yo! Shin no sugata o ware no mae ni shimese! Keiyaku no moto, Sakura ga meijiru! Riri-su!               | О, ключ, що таїть силу Зірки! Вияви свою справжню сутність! Тобі наказує, нова повелителька, Сакура! Звільнись! | Звільнення Зоряного ключа |
| Сакура Кіномото   | Nanji no arubeki sugata ni modore! Kurou Kaado!                                                                                         | Прийми свою справжню форму! Карта Клоу! | Запечатування карти       |
| Сакура Кіномото   | Kurou no kurishu kaado, Fuurutsushigataite imade kawaru anata nano haraji! Sakura no nano motoni!!                                      | О, карто, що створена Клоу Рідом! Почуй моє прохання і оживи! Тобі наказує нова повелителька! | Трансформація карти       |
| Лі Сяолан         | Gyokute yuuchoku shinken shihou, Kin moku, suikado, rai, fuu, raiden, shinchoku, Keima heki reki denkouten, Kyuu, kyuu nyo raitsu ryou! | Наказую верховним указом священного божества чотирьох основних магнітів, оракулів золота, дерева, води, вогню, землі, хмар, вітру, дощу і електрики. З'явися чарівний спалах блискавки. Король божеств наказує — дракони, прийдіть з усіх боків: Золото, Дерево, Вода, Вогонь, Земля, Грім, Вітер, Блискавка! | Активація компасу і меча  |
| Лі Сяолан         | Rai-tei, Shou-rai! | Драконе блискавок, викликаю тебе! | Виклик дракона блискавки  |
| Лі Сяолан         | Huu-ga, Shou-rai! | Драконе вітру, викликаю тебе! | Виклик дракона вітру      |
| Лі Сяолан         | Suiryuu, Shou-rai! | Драконе води, викликаю тебе! | Виклик дракона води       |
| Лі Сяолан         | Kashin, Shou-rai! | Драконе вогню, викликаю тебе! | Виклик дракона вогню      |
| Еріол Хіраґідзава | Yami no chikara o himeshi kagi yo. Shin no sugata o ware no mae ni shimese. Keiyaku no moto Eriol ga meijiru. Reriizu!                  | О, ключ, що в темряві таїть свою силу! Вияви свою справжню сутність! Тобі наказую, я, Еріол! Звільнись! | Звільнення ключа          |